# Odense Håndbold
Pour les articles homonymes, voir HCO.
Actualités
Dernière mise à jour : 8 août 2023.
Le Odense Håndbold est un club féminin de handball basé à Odense au Danemark, évoluant en championnat du Danemark féminin de handball.
Il est fondé en 2009 après une scission du GOG Svendborg TGI sous le nom d'Odense GOG avant d'être devenir l'Handball Club Odense un an plus tard. Il prend son appellation actuelle en 2016. L'équipe masculine existe toujours sous le nom de HC Odense - Herrer.

## Palmarès
- Championnat du Danemark
  - Champion (2) : 2021, 2022.
  - Vice-champion (2) : 2018, 2020, 2023.
  - Troisième (1) : 2019, 2024
- Coupe du Danemark
  - Vainqueur (1) : 2021
  - Finaliste (4) : 2019, 2020, 2022, 2023

## Personnalités liées au club
Parmi les joueuses ayant évolué au club, on trouve :
- Maria Adler (2013-2017)
- Deonise Cavaleiro (2016-2017)
- Cecilie Greve (2013-2015)
- Pernille Holmsgaard (2009–2011)
- Line Jørgensen (2009–2010)
- Chana Masson de Souza (2015-2017)
- Ingrid Ødegård (2012-2014)
- Siri Seglem (2013-2015)
- Emily Stang Sando (2017-2018)
- Susan Thorsgaard (2016-2018)
- Pearl van der Wissel (2012-2018)

## Effectif actuel
Saison 2024-2025
| Gardiennes de but - 12 Andrea Nørklit - 16 Althea Reinhardt - 26 Katrine Lunde - 38 Yara ten Holte Ailières gauches - 10 Anna Grundtvig - 23 Elma Halilcevic | Ailières droites - 06 Malin Aune - 34 Andrea Aagot Pivots - 03 Maren Nyland Aardahl - 20 Lysa Tchaptchet - 44 Nikita van der Vliet | Arrières gauches - 22 Ragnhild Valle Dahl - 32 Mie Højlund Demi-centres - 08 Helene Fauske - 33 Thale Rushfeldt Deila - 68 Helena Elver Arrières droites - 27 Louise Burgaard - 28 Clara Skyum Thomsen |

## Bilan saison par saison
| Saison | Div. | Saison régulière | Saison régulière | Playoffs  | Coupe     | Coupes d'Europe      | Entraîneur          |
| Cette section est vide, insuffisamment détaillée ou incomplète. Votre aide est la bienvenue ! Comment faire ? |      |                  |                  |           |           |                      |                     |
| 2018-19 | D1   | 1er              | 23 - 1 - 2       | Troisième | Finaliste | C1 : 1/4 de finale   | Jan Pytlick         |
| 2019-20 | D1   | 2e *             | 18 - 0 - 5 *     | Annulés * | Finaliste | C3 : 1/2 de finale * | Karen Brødsgaard    |
| 2020-21 | D1   | 2e               | 23 - 0 - 3       | Champion  | Vainqueur | C1 : 1/8 de finale   | Ulrik Kirkely       |
| 2021-22 | D1   | 1er              | 25 - 0 - 1       | Champion  | Finaliste | C1 : 1/4 de finale   | Ulrik Kirkely       |
| 2022-23 | D1   | 1er              | 21 - 1 - 2       | Finaliste | Finaliste | C1 : 1/4 de finale   | Ulrik Kirkely       |
| 2023-24 | D1   | 3e               | 22 - 0 - 4       | 3e        | 3e        | C1 : 1/4 de finale   | Ole Gustav Gjekstad |
| 2024-25 | D1   | 1er              | 26 - 0 - 0       |           | Finaliste | C1 : en cours (1/2)  | Ole Gustav Gjekstad |

Légende : * : compétition arrêtée en raison de la pandémie de Covid-19

## Identité visuelle

Avant 2018
2018-2020
Depuis 2020